# سن کاتالدو
سن کاتالدو (به ایتالیایی: San Cataldo) یک کومونه در ایتالیا است که در استان کالتانیستا واقع شده‌است.

## خصوصیات
سن کاتالدو ۷۵ کیلومترمربع مساحت و ۲۳٬۶۰۳ نفر جمعیت دارد و ۶۲۵ متر بالاتر از سطح دریا واقع شده‌است.